# Ipochira enganensis
Ipochira enganensis là một loài bọ cánh cứng trong họ Cerambycidae.